# 靖安街道
靖安街道是中华人民共和国江苏省南京市棲霞區一个已撤销的街道办事处，2012年7月8日，南京市人民政府批复批复同意撤销靖安街道，将其所辖行政区域划归龙潭街道。